# شاه هیچ‌چیز
"شاه هیچ چیز" (King Nothing) ترانه‌ای آمریکایی از گروه هوی متال متالیکا است که در آلبوم لود سال ۱۹۹۶ این گروه قرار دارد.

## آهنگ
آهنگ شاه هیچ چیز توسط جیمز هتفیلد، لارس اولریش و کریک همت سروده شده است. این آهنگ با باس ریف شروع می‌شود و به ریف اصلی آهنگ تغییر می‌یابد. "شاه هیچ چیز" به تنهایی در ایالات متحده منتشر شد. همچنین یک نسخه از آهنگ "ain't My Bitch" است که آن هم در این آلبوم لود می‌باشد همراهی می‌شد. موزیک ویدئوی هم همراه آهنگ منتشر شد. گیتار و باس هر دو به Eb کوک شده‌اند.
در انتها این آهنگ از کلمات "به سرزمین ناکجا آباد" در پس زمینه شنیده می‌شود. این کلمات اشاره به یکی از معروفترین آهنگ‌های گروه متالیکا دارد با نام "ورود مرد شنی"، که در آن آهنگ هم از این کلمات استفاده شده‌است. ساختار هر دو این آهنگ‌ها مشابه هم می‌باشند.
بخشی از ابتدای ترجمه شعر «شاه هیچ چیز»:
ای کاش می‌شد
ای کاش ممکن بود
آرزویی که امشب داشتم برآورده می‌شد
آیا راضی هستی؟
برای طلا کندوکاو می‌کنی
برای شهرت کندوکاو می‌کنی
کندوکاو می کنی تا نامت را برقرار کنی
آیا تسکین پیدا کردی؟
تمام خواسته ها را هدر دادی
تمام چیزهایی که شکار کردی
سپس تمام آن چیزها می شکند و سقوط می‌کند
و تو تاجت را می‌شکنی
و با انگشتت اشاره می‌کنی
ولی هیچ کس در آن اطراف نیست
... 

## در رسانه‌ها
«شاه هیچ چیز» به عنوان موسیقی زمینه در قسمت نهم فصل دوم سوپرانوز, «از کجا به ابدیت» در صحنه‌ای که تونی سوپرانو است که مشغول صحبت کردن با پاولی گولتیری Paulie Gualtieri در کلاب رقص لخت بادا بینگ.
در نمودار ایالات متحده آهنگ به پله ۹۰ در ۱۰۰ آهنگ داغ بیلبورد صعود نمود. در اوج خود به شماره شش در جریان اصلی راک آهنگ راه یافت.
محتوی آهنگ دور عبارت «مراقب انچه که براش آرزو داری باشد». متن ترانه کسی را به تصویر می‌کشد که تنها و تنها می‌خواهد بازی پادشاه بودن را در بیاورد و برای خود شاه بودن وقعی نمی‌نهد.

## موزیک ویدئو
در موزیک ویدئو «شاه هیچ چیز» دیده می‌شود که در اطراف زمین‌های برفی بایر پرسه می‌زند و تاج خود را دور می‌اندازد، و تاج دیگری را بر سر می‌نهد. او این کار را به دفعات تا پایان ویدئو انجام می‌دهد به طوری که در انتتها ویدئو همه جا پر از تاج است. در پایان ویدئو هزاران شاه هیچ چیز دیگر او را محاصره می‌کنند.